# Ribbingstorp
Ribbingstorp ligger på Varaslätten i Västergötland i Naums socken och fungerar idag som stuteri för uppfödning av travhästar, samt jordbruk med odling av sädesslag och potatis.
Gården byggdes på 1500-talet och hette från början Karstorp men fick sitt nuvarande namn efter riddaren och lagmannen Nils Ribbing som tog över gården på 1500-talet.
Huvudbyggnaden i empirestil är uppförd 1822. Vid dess sidor finns idag två flyglar. Båda är rödmålade och byggda i timmer. De är väldigt olika, eftersom de är byggda vid olika tidsperioder. Den norra flygeln, magasinsflygeln, är ett enkelt och gammalt hus, byggt i slutet på 1700-talet. Här förvarades gårdens skörd. På taket sitter, bevarad även idag, gårdens vällingklocka, som användes för att samla gårdsfolket, t.ex. när maten serverades.
Södra flygeln är betydligt modernare. Den har, åt söder, glasfönster ner mot det damm- och kanalsystem som grävdes av ryska krigsfångar i början av
1700-talet, under dåvarande ägaren överste von Burger.
Ribbingstorps stall har plats för upp till 40 hästar. Förutom stall finns i ekonomibyggnaden utrymmen för torkning och lagring av spannmål, samt lagring och sortering av potatis, av sorterna Bintje, Asterix och Eos.
Varje år skördas cirka 500 ton potatis. På gården odlas även vete, rågvete, korn och oljeväxter, samt havre och hösilage till hästarna.